# NGC 1065
NGC 1065 је елиптична галаксија у сазвежђу Кит која се налази на NGC листи објеката дубоког неба.
Деклинација објекта је - 15° 5' 30" а ректасцензија 2h 42m 6,2s. Привидна величина (магнитуда) објекта NGC 1065 износи 14,1 а фотографска магнитуда 15,1. NGC 1065 је још познат и под ознакама MCG -3-7-59, NPM1G -15.0142, PGC 10228.